# Paranhos (futebolista)
Marivaldo Paranhos Prado, mais conhecido como Paranhos (Maceió, 3 de dezembro de 1947), é um ex-futebolista que atuava como zagueiro-central.

## Carreira
Foi revelado pelo CSA.
Contratado pelo São Paulo por empréstimo em dezembro de 1972, acabaria defendendo o clube até 1977. Pelo Tricolor, seria campeão paulista em 1975, além de vice-campeão brasileiro em 1973 e da Libertadores em 1974.
Ainda atuaria pelo Santa Cruz antes de encerrar a carreira pelo CSA, em 1980.
Depois de pendurar as chuteiras, trabalhou no Tribunal de Contas de Alagoas e na Secretaria de Esportes de Maceió, dando aulas em escolinhas de futebol para crianças carentes. Seu nome batiza uma das salas de concentração do CSA.

## Títulos
- Campeonato Paulista: 1975